# Bo Pettersson
Bo Johan Otto Pettersson, född 17 februari 1957 i Åbo, är en finländsk litteraturforskare och kritiker. 
Pettersson, som blev filosofie doktor 1995, är sedan 1998 professor i Förenta staternas litteratur vid Helsingfors universitet och sedan 2003 föreståndare för den riksomfattande forskarskolan i litteraturvetenskap. Han har tidigare varit biträdande professor, forskare och assistent vid Åbo Akademi, Åbo universitet och University of California, Berkeley (Master of Arts, 1986). Han är styrelseledamot i Svenska litteratursällskapet och ordförande för dess litteraturvetenskapliga nämnd sedan 2000 liksom för Runebergsällskapet i Åbo rf. sedan 1999. Till hans publikationer hör The World According to Kurt Vonnegut: Moral Paradox and Narrative Form (1994), JLR. Johan Ludvig Runeberg i urval (ordförande för redaktionsrådet, 2004) och Cognition and Literary Interpretation in Practice (medredaktör, 2005).